# Le Montsaugeonnais
Le Montsaugeonnais ist eine seit dem 1. Januar 2016 bestehende französische Gemeinde im Département Haute-Marne in der Region Grand Est. Sie gehört zum Arrondissement Langres und zum Kanton Villegusien-le-Lac. Die Commune nouvelle entstand durch die Zusammenlegung der bisherigen Gemeinden Prauthoy, Montsaugeon und Vaux-sous-Aubigny. Prauthoy ist der Hauptort (Chef-lieu).

## Gliederung

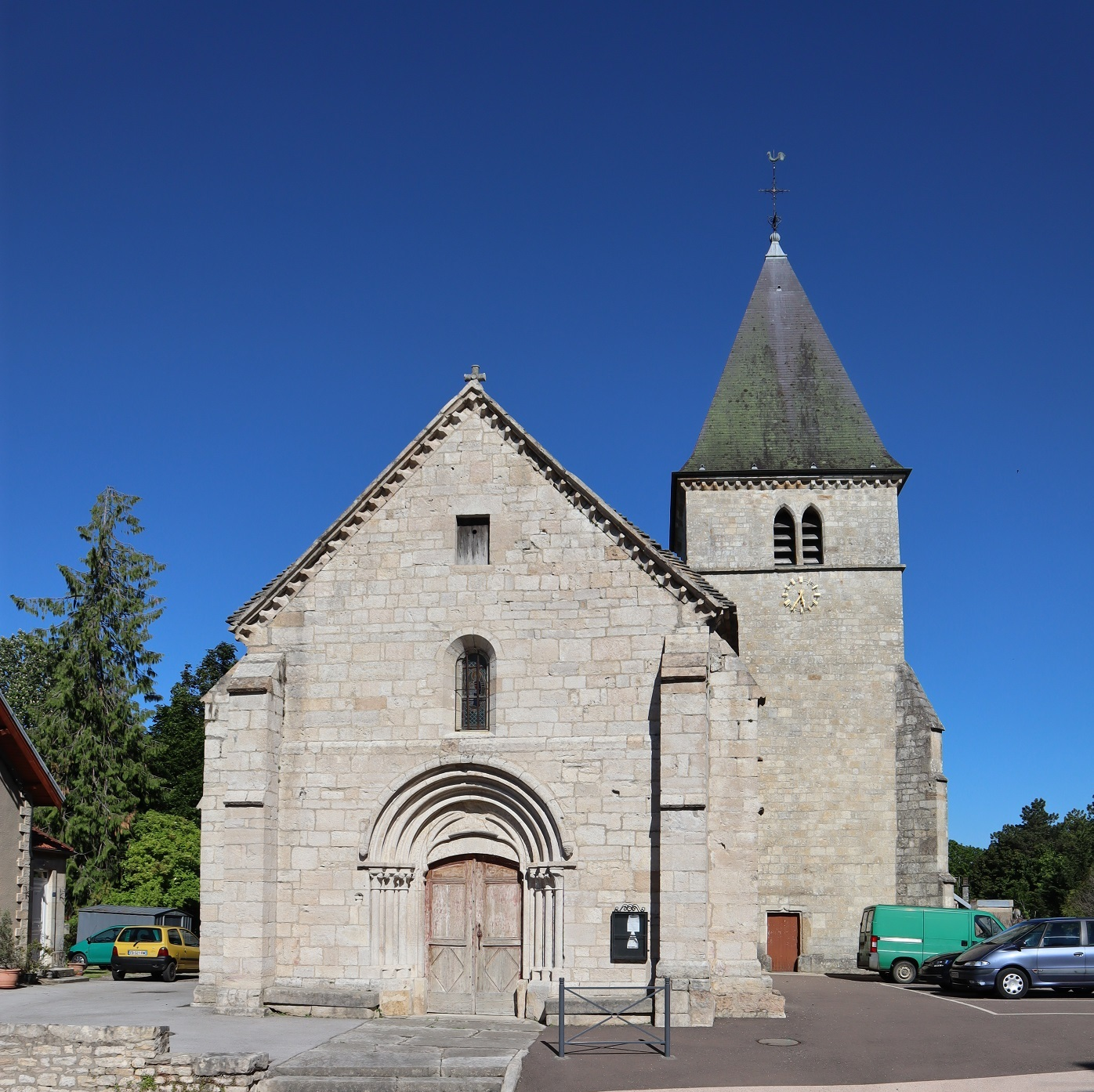
Kirche Saint-Piat in Prauthoy

| Ortsteil                      | ehemaliger INSEE-Code | Fläche (km²) | Einwohnerzahl (2016) |
| ----------------------------- | --------------------- | ------------ | -------------------- |
| Montsaugeon                   | 52340                 | 06,32        | 087                  |
| Prauthoy (Verwaltungssitz)000 | 52405                 | 12,30        | 489                  |
| Vaux-sous-Aubigny             | 52509                 | 14,71        | 701                  |